# SK Dynamo České Budějovice
SK Dynamo České Budějovice (celým názvem: Sportovní klub Dynamo České Budějovice, a.s.) je český profesionální fotbalový klub, který sídlí v krajském městě Českých Budějovicích. Své domácí zápasy sehrává na fotbalovém stadionu Střelecký ostrov s kapacitou 6 681 diváků. Klubové barvy jsou černá a bílá.
Založen byl v roce 1900 pod názvem SK České Budějovice. Svůj současný název nese od roku 2004. Dynamo je součástí oficiálního názvu v letech 1953–1992 a pak znova od roku 2004. Největším úspěchem v nejvyšší soutěži je šesté místo ze sezón 1993/94 a 1996/97. Od sezóny 2025/26 působí v druhé české fotbalové lize.

## Historie
V Českých Budějovicích se začala hrát kopaná již v roce 1898 a o rok později zde byla založena dvě fotbalová mužstva, která hrála většinou proti sobě v rámci Sportovního kroužku České Budějovice (Cercle Footballový). Ovšem fotbalový klub Dynamo České Budějovice byl založen v pátek 2.března roku 1900 (původně dlouho uváděný rok 1905 zpřesnili v roce 2016 fotbaloví historici v knižní publikaci Zlaté okamžiky českobudějovického fotbalu). Před vznikem samostatné České republiky hrálo Dynamo především v nižších soutěžích, první ligu si poprvé vyzkoušelo v roce 1947/48 a poté také v sezonách 1985/86 a 1986/87. Na začátku devadesátých let dvacátého století se Dynamo konečně zařadilo k tradičním účastníkům první ligy a nic na tom nezměnilo ani rozdělení na českou a slovenskou ligu.
Jihočeši ale v samostatné české lize často dopláceli na velmi nevyrovnané sezony. V sezónách 1993/94 a 1996/97 obsadil klub historicky nejlepší umístění v první lize (6. místo) a o rok později velmi nečekaně sestoupil do druhé ligy. Historie se takto opakovala i v ročníku 2004/05. Velmi kvalitně poskládané mužstvo skončilo v ročníku 2003/04 na osmém místě, avšak v následující sezoně opět sestoupilo. Jihočeši tak v posledních letech pravidelně balancují na hraně mezi první a druhou ligou. V roce 2006 se vrátili do první ligy s posilou v podobě navrátivšího se odchovance Karla Poborského, který se také stal předsedou představenstva klubu.
V sezóně 2012/13 Gambrinus ligy klub sestoupil po sedmi sezónách v nejvyšší lize do druhé ligy. Rozhodlo se o tom v předposledním ligovém kole, kde Dynamu nestačila ani výhra 2:1 nad Vysočinou Jihlava. O rok později se do nejvyšší soutěže vrací. Nicméně v následující sezóně 2014/2015, v níž klub slavil 110. výročí založení, Dynamo opět padá o soutěž níž. Od ročníku 2019/2020 hraje českobudějovické mužstvo opět v první lize.
V roce 2016 sportovní badatelé Michal Průcha a Zdeněk Zuntych zveřejnili z vydání tehdejších českobudějovických novin Budivoj, že fotbalový klub byl založen již v roce 1900. V reakci na to, klub změnil letopočet ve svém logu v březnu 2023

## Historické postupné názvy klubu
- 1900 – SK České Budějovice (Sportovní kroužek České Budějovice)
- 1903 – SK Slavia České Budějovice (Sportovní klub Slavia České Budějovice)
- 1905 – AFK České Budějovice (Athleticko-footballový klub České Budějovice)
- 1908 – SK České Budějovice (Sportovní klub České Budějovice)
- 1913 – AFK České Budějovice (Athleticko-footbalový klub České Budějovice)
- 1914 – AFK Viktoria České Budějovice (Athleticko-footballový klub Viktoria České Budějovice)
- 1919 – Klub atletů Žižka , pod tímto názvem spravován od září do října 1919
- 1919 – SK České Budějovice (Sportovní klub České Budějovice)
- 1920 – sloučen s SK Viktoria České Budějovice, název nezměněn
- 1921 – sloučen s SK Olympia České Budějovice, název nezměněn
- 1939 – SK Budějovice (Sportovní klub Budějovice), v důsledku německého Protektorátu Čechy a Morava
- 1945 – SK České Budějovice (Sportovní klub České Budějovice)
- 1948 – TJ Sokol JČE České Budějovice (Tělovýchovná jednota Sokol Jihočeské elektrárny České Budějovice)
- 1951 – TJ Slavia JČE České Budějovice (Tělovýchovná jednota Slavia Jihočeské elektrárny České Budějovice)
- 1952 – TJ Sokol Slavia České Budějovice (Tělovýchovná jednota Sokol Slavia České Budějovice)
- 1953 – DSO Dynamo České Budějovice (Dobrovolná sportovní organisace Dynamo České Budějovice)
- 1957 – TJ Dynamo České Budějovice (Tělovýchovná jednota Dynamo České Budějovice)
- 1958 – TJ Dynamo JČE České Budějovice (Tělovýchovná jednota Dynamo Jihočeské elektrárny České Budějovice)
- 1962 – sloučen s TJ Slavoj České Budějovice (bývalý SK Meteor; 1922–1962), tím získáno hřiště Střelecký ostrov, název nezměněn[9]
- 1991 – SK Dynamo České Budějovice (Sportovní klub Dynamo České Budějovice)
- 1992 – SK České Budějovice JČE, a.s. (Sportovní klub České Budějovice Jihočeská energetická, akciová společnost)
- 1999 – SK České Budějovice, a.s. (Sportovní klub České Budějovice, akciová společnost)
- 2004 – SK Dynamo České Budějovice, a.s. (Sportovní klub Dynamo České Budějovice, akciová společnost)

## Soupiska

### A-tým
| #  | Pozice | Hráč              |
| -- | ------ | ----------------- |
| 2  | O      | Jan Brabec        |
| 3  | O      | Anthony Khelifa   |
| 4  | O      | Nicolás Gorosito  |
| 7  | Ú      | Filip Firbacher   |
| 10 | Ú      | Maxence Renoud    |
| 9  | Z      | Jiří Skalák       |
| —  | Ú      | Dmytro Artymovych |
| 12 | Z      | Pavel Osmančík    |
| —  | O      | Sebastien Böhm    |
| 14 | Z      | Emil Tischler     |
| —  | Z      | Dominik Loužecký  |
| 5  | Z      | Gabriel Adebambo  |
| —  | Ú      | Chukwudi Igbokwe  |

| #  | Pozice | Hráč                |
| -- | ------ | ------------------- |
| —  | O      | Marek Smejkal       |
| —  | O      | Michal Němeček      |
| 26 | O      | Mohamed Asaidi      |
| 24 | Ú      | Martin Prášek       |
| 20 | Z      | Michal Hubínek      |
| 21 | Z      | Martin Douděra      |
| 21 | Ú      | Tuguldur Gantogtokh |
| 22 | Z      | Antonín Vaníček     |
| 25 | O      | Mamadou Koné        |
| 27 | Z      | David Krch          |
| 11 | O      | Simon Omon          |
| 29 | B      | Colin Andrew        |
| —  | Z      | Josh Adam           |

### Změny v kádru v letním přestupovém období 2025
| Poz. | Nár.     | Hráč              | Věk | Odkud přišel                | Typ            |
| ---- | -------- | ----------------- | --- | --------------------------- | -------------- |
| O    | Alžírsko | Anthony Khelifa   | 19  | AC Ajaccio                  | volný hráč     |
| Z    | Francie  | Maxence Renoud    | 25  | GFA Rumilly-Vallières       | volný hráč     |
| Ú    | Česko    | Filip Firbacher   | 23  | FC Hradec Králové           | hostování      |
| Z    | Česko    | Antonín Vaníček   | 27  | FK Viktoria Žižkov          | volný hráč     |
| O    | Belgie   | Mohamed Asaidi    | 21  | Royale Union Saint-Gilloise | volný hráč     |
| O    | Česko    | Michal Němeček    | 22  | Česko                       | posun z B-týmu |
| O    | Česko    | Marek Smejkal     | 20  | Česko                       | posun z B-týmu |
| Z    | Česko    | Dominik Loužecký  | 20  | Česko                       | posun z B-týmu |
| O    | Česko    | Sebastien Böhm    | 24  | Česko                       | posun z B-týmu |
| Ú    | Ukrajina | Dmytro Artymovych | 18  | Česko                       | posun z B-týmu |
| O    | Nigérie  | Simon Omon        | 23  | FK Jablonec B               | posun z B-týmu |
| Z    | Irsko    | Gabriel Adebambo  | 23  | Česko                       | volný hráč     |
| Z    | Skotsko  | Josh Adam         | 21  | Wrexham AFC                 | volný hráč     |
| Z    | Nigérie  | Chukwudi Igbokwe  | 23  | Rio Ave FC U23              | volný hráč     |

| Poz. | Nár.              | Hráč            | Věk | Kam odešel                  | Typ           |
| ---- | ----------------- | --------------- | --- | --------------------------- | ------------- |
| O    | Rakousko          | Vincent Trummer | 25  | bez angažmá                 | konec smlouvy |
| O    | Česko             | Ondřej Čoudek   | 20  | SK Artis Brno               | přestup       |
| Ú    | Nigérie           | Quadri Adediran | 24  | SK Artis Brno               | přestup       |
| B    | Česko             | Martin Janáček  | 24  | AF Elbasani                 | konec smlouvy |
| Ú    | Česko             | Jakub Matoušek  | 27  | FK Arsenal Česká Lípa       | konec smlouvy |
| Z    | Česko             | Robin Polanský  | 23  | FK Písek                    | konec smlouvy |
| O    | Česko             | Petr Hodouš     | 21  | FC Slovan Liberec           | přestup       |
| Z    | Severní Makedonie | Rayan Berberi   | 21  | ROC de Charleroi-Marchienne | přestup       |
| Ú    | Česko             | Elvis Isaac     | 22  | bez angažmá                 | konec smlouvy |
| O    | Slovensko         | Richard Križan  | 27  | bez angažmá                 | konec smlouvy |
| Ú    | Nigérie           | Ubong Ekpai     | 29  | bez angažmá                 | konec smlouvy |
| O    | Slovensko         | Peter Pekarík   | 38  | bez angažmá                 | konec smlouvy |
| Ú    | Česko             | Zdeněk Ondrášek | 36  | FK Viktoria Žižkov          | konec smlouvy |

### B-tým
Soupiska rezervního týmu, který nastupuje v ČFL
| #  | Pozice | Hráč             |
| -- | ------ | ---------------- |
| 1  | B      | Aleš Valenta     |
|    | B      | Jan Volek        |
| 3  | Z      | Sebastien Böhm   |
| 3  | Z      | David Krch       |
| 4  | O      | Michal Němeček   |
| 5  | Z      | Dominik Loužecký |
| 6  | O      | Jan Brabec       |
| 10 | Ú      | Robin Polanský   |
| 11 | O      | Milan Šimoník    |

| #  | Pozice | Hráč                |
| -- | ------ | ------------------- |
|    | Z      | Tomáš Drchal        |
| 15 | Z      | Marek Smejkal       |
| 17 | Z      | Libor Bastl         |
| 18 | O      | Matěj Faltus        |
| 19 | U      | Tuguldur Gantogtokh |
| 20 | Ú      | Jáchym Štindl       |
| 21 | Ú      | Martin Prášek       |
|    | Z      | Jan Zíka            |

## Úspěchy A–týmu
| Menší úspěchy |
| --- |
| - Perleťový pohár (6× vítěz) - – SK České Budějovice: 1938, 1939; TJ Dynamo České Budějovice: 1960, 1961, 1987; SK Dynamo České Budějovice: 2008 - Zimní turnaj Tatry Smíchov (2× vítěz) - – TJ Dynamo České Budějovice: 1987, 1989 |

## Umístění v jednotlivých sezonách
Stručný přehled
Zdroj: 
- 1934–1937: Divize českého venkova
- 1937–1947: Divize českého venkova – sk. Západ
- 1947–1948: Státní liga
- 1948: Zemská soutěž – sk. A
- 1949: Oblastní soutěž – sk. A
- 1950: Celostátní československé mistrovství II
- 1951: Krajská soutěž – České Budějovice
- 1952: Krajský přebor – České Budějovice
- 1953: Celostátní československá soutěž – sk. A
- 1954: Krajský přebor – České Budějovice
- 1955–1959: Oblastní soutěž – sk. B
- 1959–1965: 2. liga – sk. A
- 1965–1967: Divize A
- 1967–1968: I. A třída Jihočeského kraje – sk. B
- 1968–1969: Jihočeský oblastní přebor
- 1969–1970: Divize A
- 1970–1977: 3. liga – sk. A
- 1977–1978: ČNFL – sk. A
- 1978–1979: ČNFL – sk. B
- 1979–1981: ČNFL – sk. A
- 1981–1985: 1. ČNFL
- 1985–1987: 1. liga
- 1987–1991: 1. ČNFL
- 1991–1993: 1. liga (ČSFR)
- 1993–1998: 1. liga (ČR)
- 1998–1999: 2. liga
- 1999–2001: 1. liga
- 2001–2002: 2. liga
- 2002–2005: 1. liga
- 2005–2006: 2. liga
- 2006–2013: 1. liga
- 2013–2014: Fotbalová národní liga
- 2014–2015: 1. liga
- 2015–2019: Fotbalová národní liga
- 2019–2025: 1. liga
- 2025–: Fotbalová národní liga

Jednotlivé ročníky
Zdroj: 
Legenda: Z - zápasy, V - výhry, R - remízy, P - porážky, VG - vstřelené góly, OG - obdržené góly, +/- - rozdíl skóre, B - body, červené podbarvení - sestup, zelené podbarvení - postup, fialové podbarvení - reorganizace, změna skupiny či soutěže
| Československo (1934 – 1938)             |                                                                  |                                                                  |                                                                  |                                                                  |                                                                  |                                                                  |                                                                  |                                                                  |                                                                  |                                                                  |                                                                  |
| Sezóna                                   | Liga                                                             | Úroveň                                                           | Z                                                                | V                                                                | R                                                                | P                                                                | VG                                                               | OG                                                               | +/-                                                              | B                                                                | Pozice                                                           |
| 1934/35                                  | Divize českého venkova                                           | 2                                                                | 22                                                               | 15                                                               | 5                                                                | 2                                                                | 67                                                               | 27                                                               | +40                                                              | 35                                                               | 2.                                                               |
| 1935/36                                  | Divize českého venkova                                           | 2                                                                | 22                                                               | 13                                                               | 3                                                                | 6                                                                | 73                                                               | 41                                                               | +32                                                              | 29                                                               | 2.                                                               |
| 1936/37                                  | Divize českého venkova                                           | 2                                                                | 20                                                               | 11                                                               | 2                                                                | 7                                                                | 56                                                               | 49                                                               | +7                                                               | 24                                                               | 3.                                                               |
| 1937/38                                  | Divize českého venkova – sk. Západ                               | 2                                                                | 18                                                               | 13                                                               | 3                                                                | 2                                                                | 67                                                               | 18                                                               | +49                                                              | 29                                                               | 2.                                                               |
| 1938/39                                  | Divize českého venkova – sk. Západ                               | 2                                                                | 12                                                               | 8                                                                | 1                                                                | 3                                                                | 46                                                               | 19                                                               | +27                                                              | 17                                                               | 2.                                                               |
| Protektorát Čechy a Morava (1939 – 1944) |                                                                  |                                                                  |                                                                  |                                                                  |                                                                  |                                                                  |                                                                  |                                                                  |                                                                  |                                                                  |                                                                  |
| Sezóna                                   | Liga                                                             | Úroveň                                                           | Z                                                                | V                                                                | R                                                                | P                                                                | VG                                                               | OG                                                               | +/-                                                              | B                                                                | Pozice                                                           |
| 1939/40                                  | Divize českého venkova – sk. Západ                               | 2                                                                | 16                                                               | 12                                                               | 0                                                                | 4                                                                | 72                                                               | 25                                                               | +47                                                              | 24                                                               | 1.                                                               |
| 1940/41                                  | Divize českého venkova – sk. Západ                               | 2                                                                | 22                                                               | 8                                                                | 3                                                                | 11                                                               | 44                                                               | 72                                                               | –28                                                              | 19                                                               | 10.                                                              |
| 1941/42                                  | Divize českého venkova – sk. Západ                               | 2                                                                | 22                                                               | 10                                                               | 2                                                                | 10                                                               | 64                                                               | 55                                                               | +9                                                               | 22                                                               | 6.                                                               |
| 1942/43                                  | Divize českého venkova – sk. Západ                               | 2                                                                | 22                                                               | 9                                                                | 7                                                                | 6                                                                | 58                                                               | 45                                                               | +13                                                              | 25                                                               | 4.                                                               |
| 1943/44                                  | Divize českého venkova – sk. Západ                               | 2                                                                | 22                                                               | 12                                                               | 0                                                                | 10                                                               | 71                                                               | 51                                                               | +20                                                              | 24                                                               | 4.                                                               |
| 1944/45                                  | Fotbalová liga se nehrála, stejně tak i nižší fotbalové soutěže. | Fotbalová liga se nehrála, stejně tak i nižší fotbalové soutěže. | Fotbalová liga se nehrála, stejně tak i nižší fotbalové soutěže. | Fotbalová liga se nehrála, stejně tak i nižší fotbalové soutěže. | Fotbalová liga se nehrála, stejně tak i nižší fotbalové soutěže. | Fotbalová liga se nehrála, stejně tak i nižší fotbalové soutěže. | Fotbalová liga se nehrála, stejně tak i nižší fotbalové soutěže. | Fotbalová liga se nehrála, stejně tak i nižší fotbalové soutěže. | Fotbalová liga se nehrála, stejně tak i nižší fotbalové soutěže. | Fotbalová liga se nehrála, stejně tak i nižší fotbalové soutěže. | Fotbalová liga se nehrála, stejně tak i nižší fotbalové soutěže. |
| Československo (1945 – 1993)             |                                                                  |                                                                  |                                                                  |                                                                  |                                                                  |                                                                  |                                                                  |                                                                  |                                                                  |                                                                  |                                                                  |
| Sezóna                                   | Liga                                                             | Úroveň                                                           | Z                                                                | V                                                                | R                                                                | P                                                                | VG                                                               | OG                                                               | +/-                                                              | B                                                                | Pozice                                                           |
| 1945/46                                  | Divize českého venkova – sk. Západ                               | 2                                                                | 30                                                               | 20                                                               | 4                                                                | 6                                                                | 102                                                              | 57                                                               | +45                                                              | 44                                                               | 3.                                                               |
| 1946/47                                  | Divize českého venkova – sk. Západ                               | 2                                                                | 26                                                               | 18                                                               | 6                                                                | 2                                                                | 105                                                              | 32                                                               | +73                                                              | 42                                                               | 1.                                                               |
| 1947/48                                  | Státní liga                                                      | 1                                                                | 20                                                               | 4                                                                | 5                                                                | 11                                                               | 42                                                               | 80                                                               | –38                                                              | 13                                                               | 10.                                                              |
| 1948                                     | Zemská soutěž – sk. A                                            | 2                                                                | 11                                                               | 7                                                                | 2                                                                | 2                                                                | 41                                                               | 16                                                               | +25                                                              | 16                                                               | 2.                                                               |
| 1949                                     | Oblastní soutěž – sk. A                                          | 2                                                                | 26                                                               | 14                                                               | 1                                                                | 11                                                               | 108                                                              | 71                                                               | +37                                                              | 29                                                               | 3.                                                               |
| 1950                                     | Celostátní československé mistrovství II                         | 2                                                                | 22                                                               | 11                                                               | 3                                                                | 8                                                                | 58                                                               | 45                                                               | +13                                                              | 25                                                               | 4.                                                               |
| 1951                                     | Krajská soutěž – České Budějovice                                | 2                                                                | 18                                                               | 15                                                               | 1                                                                | 2                                                                | 103                                                              | 34                                                               | +69                                                              | 31                                                               | 1.                                                               |
| 1952                                     | Krajský přebor – České Budějovice                                | 2                                                                | 22                                                               | 18                                                               | 1                                                                | 3                                                                | 132                                                              | 35                                                               | +97                                                              | 37                                                               | 1.                                                               |
| 1953                                     | Celostátní československá soutěž – sk. A                         | 2                                                                | 11                                                               | 4                                                                | 1                                                                | 6                                                                | 19                                                               | 25                                                               | –6                                                               | 9                                                                | 8.                                                               |
| 1954                                     | Krajský přebor – České Budějovice                                | 3                                                                | 22                                                               | 16                                                               | 2                                                                | 4                                                                | 87                                                               | 24                                                               | +63                                                              | 34                                                               | 2.                                                               |
| 1955                                     | Oblastní soutěž – sk. B                                          | 3                                                                | 22                                                               | 11                                                               | 4                                                                | 7                                                                | 53                                                               | 30                                                               | +23                                                              | 25                                                               | 3.                                                               |
| 1956                                     | Oblastní soutěž – sk. B                                          | 3                                                                | 22                                                               | 10                                                               | 6                                                                | 6                                                                | 56                                                               | 31                                                               | +25                                                              | 26                                                               | 3.                                                               |
| 1957/58                                  | Oblastní soutěž – sk. B                                          | 3                                                                | 33                                                               | 16                                                               | 5                                                                | 12                                                               | 90                                                               | 57                                                               | +33                                                              | 37                                                               | 4.                                                               |
| 1958/59                                  | Oblastní soutěž – sk. B                                          | 3                                                                | 26                                                               | 21                                                               | 3                                                                | 2                                                                | 75                                                               | 22                                                               | +53                                                              | 45                                                               | 1.                                                               |
| 1959/60                                  | 2. liga – sk. A                                                  | 2                                                                | 26                                                               | 7                                                                | 7                                                                | 12                                                               | 48                                                               | 55                                                               | –7                                                               | 21                                                               | 12.                                                              |
| 1960/61                                  | 2. liga – sk. A                                                  | 2                                                                | 22                                                               | 8                                                                | 3                                                                | 11                                                               | 37                                                               | 44                                                               | –7                                                               | 19                                                               | 7.                                                               |
| 1961/62                                  | 2. liga – sk. A                                                  | 2                                                                | 22                                                               | 11                                                               | 4                                                                | 7                                                                | 31                                                               | 31                                                               | 0                                                                | 26                                                               | 4.                                                               |
| 1962/63                                  | 2. liga – sk. A                                                  | 2                                                                | 26                                                               | 11                                                               | 6                                                                | 9                                                                | 51                                                               | 44                                                               | +7                                                               | 28                                                               | 5.                                                               |
| 1963/64                                  | 2. liga – sk. A                                                  | 2                                                                | 26                                                               | 11                                                               | 8                                                                | 7                                                                | 43                                                               | 41                                                               | +2                                                               | 30                                                               | 4.                                                               |
| 1964/65                                  | 2. liga – sk. A                                                  | 2                                                                | 26                                                               | 3                                                                | 5                                                                | 18                                                               | 24                                                               | 61                                                               | –37                                                              | 11                                                               | 13.                                                              |
| 1965/66                                  | Divize A                                                         | 3                                                                | 26                                                               | 10                                                               | 9                                                                | 7                                                                | 44                                                               | 38                                                               | +6                                                               | 29                                                               | 5.                                                               |
| 1966/67                                  | Divize A                                                         | 3                                                                | 26                                                               | 16                                                               | 7                                                                | 3                                                                | 55                                                               | 18                                                               | +37                                                              | 39                                                               | 1.                                                               |
| 1967/68                                  | I. A třída Jihočeského kraje – sk. B                             | 5                                                                | 22                                                               | ...                                                              | ...                                                              | ...                                                              | 80                                                               | 12                                                               | +68                                                              | 39                                                               | 1.                                                               |
| 1968/69                                  | Jihočeský oblastní přebor                                        | 4                                                                | 26                                                               | 20                                                               | 3                                                                | 3                                                                | 68                                                               | 20                                                               | +48                                                              | 43                                                               | 1.                                                               |
| 1969/70                                  | Divize A                                                         | 4                                                                | 26                                                               | 17                                                               | 5                                                                | 4                                                                | 61                                                               | 27                                                               | +34                                                              | 39                                                               | 1.                                                               |
| 1970/71                                  | 3. liga – sk. A                                                  | 3                                                                | 30                                                               | 7                                                                | 9                                                                | 14                                                               | 19                                                               | 45                                                               | –26                                                              | 23                                                               | 13.                                                              |
| 1971/72                                  | 3. liga – sk. A                                                  | 3                                                                | 30                                                               | 10                                                               | 6                                                                | 14                                                               | 37                                                               | 39                                                               | –2                                                               | 26                                                               | 9.                                                               |
| 1972/73                                  | 3. liga – sk. A                                                  | 3                                                                | 30                                                               | 14                                                               | 5                                                                | 11                                                               | 42                                                               | 26                                                               | +16                                                              | 33                                                               | 5.                                                               |
| 1973/74                                  | 3. liga – sk. B                                                  | 3                                                                | 30                                                               | 10                                                               | 8                                                                | 12                                                               | 38                                                               | 43                                                               | –5                                                               | 28                                                               | 12.                                                              |
| 1974/75                                  | 3. liga – sk. A                                                  | 3                                                                | 30                                                               | 12                                                               | 6                                                                | 12                                                               | 46                                                               | 36                                                               | +10                                                              | 30                                                               | 8.                                                               |
| 1975/76                                  | 3. liga – sk. A                                                  | 3                                                                | 30                                                               | 18                                                               | 6                                                                | 6                                                                | 59                                                               | 29                                                               | +30                                                              | 42                                                               | 2.                                                               |
| 1976/77                                  | 3. liga – sk. A                                                  | 3                                                                | 30                                                               | 14                                                               | 7                                                                | 9                                                                | 45                                                               | 35                                                               | +10                                                              | 35                                                               | 6.                                                               |
| 1977/78                                  | ČNFL – sk. A                                                     | 2                                                                | 30                                                               | 12                                                               | 8                                                                | 10                                                               | 33                                                               | 28                                                               | +5                                                               | 32                                                               | 6.                                                               |
| 1978/79                                  | ČNFL – sk. B                                                     | 2                                                                | 30                                                               | 10                                                               | 8                                                                | 12                                                               | 33                                                               | 34                                                               | –1                                                               | 28                                                               | 11.                                                              |
| 1979/80                                  | ČNFL – sk. A                                                     | 2                                                                | 30                                                               | 12                                                               | 7                                                                | 11                                                               | 38                                                               | 30                                                               | +8                                                               | 31                                                               | 3.                                                               |
| 1980/81                                  | ČNFL – sk. A                                                     | 2                                                                | 30                                                               | 14                                                               | 5                                                                | 11                                                               | 40                                                               | 38                                                               | +2                                                               | 33                                                               | 5.                                                               |
| 1981/82                                  | 1. ČNFL                                                          | 2                                                                | 30                                                               | 14                                                               | 3                                                                | 13                                                               | 41                                                               | 44                                                               | –3                                                               | 29                                                               | 8.                                                               |
| 1982/83                                  | 1. ČNFL                                                          | 2                                                                | 30                                                               | 11                                                               | 7                                                                | 12                                                               | 45                                                               | 39                                                               | +6                                                               | 29                                                               | 9.                                                               |
| 1983/84                                  | 1. ČNFL                                                          | 2                                                                | 30                                                               | 13                                                               | 4                                                                | 13                                                               | 44                                                               | 44                                                               | 0                                                                | 30                                                               | 7.                                                               |
| 1984/85                                  | 1. ČNFL                                                          | 2                                                                | 30                                                               | 17                                                               | 7                                                                | 6                                                                | 43                                                               | 27                                                               | +16                                                              | 41                                                               | 2.                                                               |
| 1985/86                                  | 1. liga                                                          | 1                                                                | 30                                                               | 7                                                                | 11                                                               | 12                                                               | 31                                                               | 46                                                               | –15                                                              | 25                                                               | 14.                                                              |
| 1986/87                                  | 1. liga                                                          | 1                                                                | 30                                                               | 8                                                                | 4                                                                | 18                                                               | 24                                                               | 58                                                               | –34                                                              | 20                                                               | 16.                                                              |
| 1987/88                                  | 1. ČNFL                                                          | 2                                                                | 28                                                               | 13                                                               | 5                                                                | 10                                                               | 50                                                               | 36                                                               | +14                                                              | 31                                                               | 4.                                                               |
| 1988/89                                  | 1. ČNFL                                                          | 2                                                                | 30                                                               | 19                                                               | 4                                                                | 7                                                                | 55                                                               | 40                                                               | +15                                                              | 42                                                               | 2.                                                               |
| 1989/90                                  | 1. ČNFL                                                          | 2                                                                | 30                                                               | 13                                                               | 6                                                                | 11                                                               | 54                                                               | 40                                                               | +22                                                              | 32                                                               | 7.                                                               |
| 1990/91                                  | 1. ČNFL                                                          | 2                                                                | 30                                                               | 18                                                               | 4                                                                | 8                                                                | 57                                                               | 36                                                               | +21                                                              | 40                                                               | 1.                                                               |
| 1991/92                                  | 1. liga                                                          | 1                                                                | 30                                                               | 7                                                                | 8                                                                | 15                                                               | 34                                                               | 59                                                               | –25                                                              | 22                                                               | 13.                                                              |
| 1992/93                                  | 1. liga                                                          | 1                                                                | 30                                                               | 9                                                                | 5                                                                | 16                                                               | 36                                                               | 39                                                               | –3                                                               | 23                                                               | 13.                                                              |
| Česko (1993 – )                          |                                                                  |                                                                  |                                                                  |                                                                  |                                                                  |                                                                  |                                                                  |                                                                  |                                                                  |                                                                  |                                                                  |
| Sezóna                                   | Liga                                                             | Úroveň                                                           | Z                                                                | V                                                                | R                                                                | P                                                                | VG                                                               | OG                                                               | +/-                                                              | B                                                                | Pozice                                                           |
| 1993/94                                  | 1. liga                                                          | 1                                                                | 30                                                               | 11                                                               | 13                                                               | 6                                                                | 33                                                               | 31                                                               | +2                                                               | 35                                                               | 6.                                                               |
| 1994/95                                  | 1. liga                                                          | 1                                                                | 30                                                               | 12                                                               | 10                                                               | 8                                                                | 29                                                               | 28                                                               | +1                                                               | 46                                                               | 7.                                                               |
| 1995/96                                  | 1. liga                                                          | 1                                                                | 30                                                               | 10                                                               | 7                                                                | 13                                                               | 35                                                               | 47                                                               | –12                                                              | 37                                                               | 11.                                                              |
| 1996/97                                  | 1. liga                                                          | 1                                                                | 30                                                               | 11                                                               | 11                                                               | 8                                                                | 38                                                               | 40                                                               | –2                                                               | 44                                                               | 6.                                                               |
| 1997/98                                  | Gambrinus liga                                                   | 1                                                                | 30                                                               | 8                                                                | 7                                                                | 15                                                               | 26                                                               | 43                                                               | –17                                                              | 31                                                               | 15.                                                              |
| 1998/99                                  | 2. liga                                                          | 2                                                                | 30                                                               | 22                                                               | 6                                                                | 2                                                                | 65                                                               | 18                                                               | +47                                                              | 72                                                               | 2.                                                               |
| 1999/00                                  | Gambrinus liga                                                   | 1                                                                | 30                                                               | 9                                                                | 5                                                                | 16                                                               | 34                                                               | 49                                                               | –15                                                              | 32                                                               | 13.                                                              |
| 2000/01                                  | Gambrinus liga                                                   | 1                                                                | 30                                                               | 6                                                                | 8                                                                | 16                                                               | 32                                                               | 56                                                               | –24                                                              | 26                                                               | 15.                                                              |
| 2001/02                                  | 2. liga                                                          | 2                                                                | 30                                                               | 20                                                               | 6                                                                | 4                                                                | 58                                                               | 20                                                               | +38                                                              | 66                                                               | 1.                                                               |
| 2002/03                                  | Gambrinus liga                                                   | 1                                                                | 30                                                               | 8                                                                | 6                                                                | 16                                                               | 36                                                               | 54                                                               | –18                                                              | 30                                                               | 13.                                                              |
| 2003/04                                  | Gambrinus liga                                                   | 1                                                                | 30                                                               | 11                                                               | 7                                                                | 12                                                               | 38                                                               | 38                                                               | 0                                                                | 40                                                               | 8.                                                               |
| 2004/05                                  | Gambrinus liga                                                   | 1                                                                | 30                                                               | 6                                                                | 7                                                                | 17                                                               | 28                                                               | 39                                                               | –11                                                              | 25                                                               | 15.                                                              |
| 2005/06                                  | 2. liga                                                          | 2                                                                | 30                                                               | 17                                                               | 4                                                                | 9                                                                | 55                                                               | 26                                                               | +29                                                              | 55                                                               | 2.                                                               |
| 2006/07                                  | Gambrinus liga                                                   | 1                                                                | 30                                                               | 9                                                                | 7                                                                | 14                                                               | 28                                                               | 46                                                               | –18                                                              | 34                                                               | 10.                                                              |
| 2007/08                                  | Gambrinus liga                                                   | 1                                                                | 30                                                               | 8                                                                | 8                                                                | 14                                                               | 27                                                               | 35                                                               | –8                                                               | 32                                                               | 13.                                                              |
| 2008/09                                  | Gambrinus liga                                                   | 1                                                                | 30                                                               | 7                                                                | 15                                                               | 8                                                                | 30                                                               | 37                                                               | –7                                                               | 36                                                               | 10.                                                              |
| 2009/10                                  | Gambrinus liga                                                   | 1                                                                | 30                                                               | 7                                                                | 10                                                               | 13                                                               | 24                                                               | 35                                                               | –11                                                              | 31                                                               | 13.                                                              |
| 2010/11                                  | Gambrinus liga                                                   | 1                                                                | 30                                                               | 7                                                                | 12                                                               | 11                                                               | 30                                                               | 48                                                               | –18                                                              | 33                                                               | 11.                                                              |
| 2011/12                                  | Gambrinus liga                                                   | 1                                                                | 30                                                               | 9                                                                | 8                                                                | 13                                                               | 30                                                               | 51                                                               | –21                                                              | 35                                                               | 10.                                                              |
| 2012/13                                  | Gambrinus liga                                                   | 1                                                                | 30                                                               | 7                                                                | 5                                                                | 18                                                               | 24                                                               | 49                                                               | –25                                                              | 26                                                               | 15.                                                              |
| 2013/14                                  | Fotbalová národní liga                                           | 2                                                                | 30                                                               | 19                                                               | 5                                                                | 6                                                                | 57                                                               | 20                                                               | +37                                                              | 62                                                               | 1.                                                               |
| 2014/15                                  | Synot liga                                                       | 1                                                                | 30                                                               | 5                                                                | 7                                                                | 18                                                               | 29                                                               | 72                                                               | –43                                                              | 22                                                               | 16.                                                              |
| 2015/16                                  | Fotbalová národní liga                                           | 2                                                                | 28                                                               | 6                                                                | 14                                                               | 8                                                                | 41                                                               | 48                                                               | –7                                                               | 32                                                               | 12.                                                              |
| 2016/17                                  | Fotbalová národní liga                                           | 2                                                                | 30                                                               | 12                                                               | 10                                                               | 8                                                                | 39                                                               | 31                                                               | +8                                                               | 46                                                               | 5.                                                               |
| 2017/18                                  | Fotbalová národní liga                                           | 2                                                                | 30                                                               | 11                                                               | 11                                                               | 8                                                                | 44                                                               | 33                                                               | +11                                                              | 44                                                               | 6.                                                               |
| 2018/19                                  | Fotbalová národní liga                                           | 2                                                                | 30                                                               | 23                                                               | 3                                                                | 4                                                                | 60                                                               | 24                                                               | +36                                                              | 72                                                               | 1.                                                               |
| 2019/20                                  | Fortuna:Liga                                                     | 1                                                                | 30 Play off 2                                                    | 13 Play off 0                                                    | 4 Play off 0                                                     | 13 Play off 2                                                    | 46 Play off 1                                                    | 45 Play off 4                                                    | +1 Play off -3                                                   | 43 Play off 0                                                    | 7. po Play off 9.                                                |
| 2020/21                                  | Fortuna:Liga                                                     | 1                                                                | 34                                                               | 9                                                                | 11                                                               | 14                                                               | 33                                                               | 47                                                               | –14                                                              | 38                                                               | 13.                                                              |
| 2021/22                                  | Fortuna:Liga                                                     | 1                                                                | 30 Play off 2                                                    | 9 Play off 0                                                     | 9 Play off 0                                                     | 12 Play off 2                                                    | 40 Play off 2                                                    | 46 Play off 4                                                    | -6 Play off -2                                                   | 36 Play off 0                                                    | 10.                                                              |
| 2022/23                                  | Fortuna:Liga                                                     | 1                                                                | 30                                                               | 10                                                               | 5                                                                | 15                                                               | 35                                                               | 54                                                               | -19                                                              | 35                                                               | 10.                                                              |
| 2023/24                                  | Fortuna:Liga                                                     | 1                                                                | 35                                                               | 7                                                                | 8                                                                | 20                                                               | 41                                                               | 70                                                               | -29                                                              | 29                                                               | 15.                                                              |
| 2024/25                                  | Chance Liga                                                      | 1                                                                | 35                                                               |                                                                  |                                                                  |                                                                  |                                                                  |                                                                  |                                                                  |                                                                  | 16.                                                              |

Poznámky:
- 1966/67: Kvůli machinacím s výsledky byl klub přeřazen o dvě soutěže níž – do I. A třídy.
- 1976/77: Po sezóně proběhla reorganizace nižších soutěží, 3. liga byla zrušena – prvních 9 mužstev postupovalo do 1. ČNFL (2. nejvyšší soutěž), zbylá mužstva sestoupila do příslušných divizních skupin (nově 3. nejvyšší soutěž)
- 1984/85: O příčinách postupu Budějovic ze 2. místa se dočtete zde.

## Prvoligové statistiky
- Nejlepší umístění Česko: 6. místo (1993/94, 1996/97); Československo: 13. místo (1992, 1993)
- Nejhorší umístění Česko: 15. místo (1997/98, 2000/01, 2004/05) – sestup z ligy; Československo: 10. místo (1947/48) – sestup z ligy, 16. místo (1987) – sestup z ligy
- Další úspěchy – účast ve finále Českého poháru 1985 (vítěz Dukla Praha), účast ve finále Českého poháru 1991 (vítěz FC Baník Ostrava), účast v INTER CUPu v roce 1994 (2. místo po podzimní části)
- Nejvyšší výhra 7:2 nad Duklou Praha 1992/1993
- Nejvyšší prohra 1:15 se Slavií Praha 1947/1948
- Nejvíce gólů v sezóně 14 – David Lafata
- Nejvíce startů v 1. lize: 187 – David Horejš
- Nejlepší střelec v historii: 38 – Karel Vácha

## Hráčské rekordy v první české lize
aktuální k 5. únoru 2025

### Nejvíce zápasů
Zvýrazněni jsou hráči stále působící v Dynamu
| #  | Jméno            | Počet zápasů |
| -- | ---------------- | ------------ |
| 1  | David Horejš     | 187          |
| 2  | Martin Vozábal   | 175          |
| 3  | Roman Lengyel    | 162          |
| 4  | Ladislav Fujdiar | 140          |
| 5  | Jaromír Plocek   | 136          |
| 6  | Pavel Novák      | 131          |
| 6  | Lukáš Havel      | 131          |
| 8  | Karel Vácha      | 129          |
| 9  | Martin Králik    | 125          |
| 10 | Martin Leština   | 124          |

### Nejvíce gólů
| # | Jméno            | Góly |
| - | ---------------- | ---- |
| 1 | Karel Vácha      | 38   |
| 2 | Ladislav Fujdiar | 31   |
| 3 | Zdeněk Ondrášek  | 28   |
| 4 | David Lafata     | 27   |
| 5 | Jan Saidl        | 24   |
| 6 | Tomáš Janda      | 17   |
| 6 | Marek Kulič      | 17   |
| 8 | Martin Vozábal   | 15   |
| 9 | Benjamin Čolić   | 14   |
| 9 | Lukáš Havel      | 14   |
| 9 | Jakub Hora       | 14   |

### Nejvíce čistých kont
| # | Jméno           | čistá konta |
| - | --------------- | ----------- |
| 1 | Pavel Kučera    | 39          |
| 2 | Peter Holec     | 31          |
| 3 | Jaroslav Drobný | 22          |

### Vyřazená čísla dresů
| No. | Hráč           | Národnost | Pozice   | Debut v klubu  | Poslední zápas  |
| --- | -------------- | --------- | -------- | -------------- | --------------- |
| 8   | Karel Poborský | Česko     | Záložník | 13. srpna 1991 | 28. května 2007 |

## Známí hráči
- Josef Zeman
- Karel Čapek
- Jiří Němec
- Karel Poborský
- Jiří Lerch
- Karel Vácha
- Tomáš Sivok
- Jaroslav Drobný
- David Lafata
- Jiří Kladrubský

## Trenéři
Od roku 1993, kdy vznikla 1. česká fotbalová liga, vedlo Dynamo do konce sezony 2014/15 celkem patnáct trenérů (Pavel Tobiáš čtyřikrát, František Cipro třikrát). Nejvíce prvoligových zápasů na lavičce Dynama mají Pavel Tobiáš 251, František Cipro 75 a Jaroslav Šilhavý 50.
| Trenér           | Předchozí angažmá                     | Příchod            | Odchod             | Následující angažmá                  |
| ---------------- | ------------------------------------- | ------------------ | ------------------ | ------------------------------------ |
| Jiří Kotrba      | SK Dynamo České Budějovice (mládež)   | 1989               | 1991               | FK Hvězda Cheb                       |
| Jindřich Dejmal  | SK Slavia Praha (asistent)            | 1992               | 1993               | 1. FK Drnovice                       |
| Pavel Tobiáš     | Dynamo (asistent)                     | červen 1993        | říjen 1997         | SK Slavia Praha                      |
| Zdeněk Procházka |                                       | říjen 1997         | 1998               |                                      |
| František Cerman | FK Teplice                            | 1998               | červen 1998        |                                      |
| Pavel Tobiáš     | SK Slavia Praha                       | červen 1998        | červen 2000        | Stavo Artikel Brno                   |
| Jindřich Dejmal  | FK Jablonec 97                        | červen 2000        | 21. března 2001    | SK Klatovy                           |
| Milan Bokša      | FC Baník Ostrava                      | 21. března 2001    | 2002               | 1. FC Slovácko                       |
| Pavel Tobiáš     | Stavo Artikel Brno                    | 2002               | 4. října 2004      | 1. FK Příbram                        |
| Robert Žák       | 1. FK Příbram (asistent)              | 7. října 2004      | duben 2005         | FK Baník Most                        |
| František Cipro  | SV Freistadt                          | duben 2005         | 29. srpna 2007     | SV Freistadt                         |
| František Straka | FC Wacker Innsbruck                   | 30. srpna 2007     | 17. května 2008    | OFI Kréta                            |
| Jan Kmoch        | AC Sparta Praha B                     | červen 2008        | 27. srpna 2008     |                                      |
| Pavel Tobiáš     | 1. FK Příbram                         | 27. srpna 2008     | 14. října 2009     | SK Dynamo České Budějovice (mládež)  |
| Jaroslav Šilhavý | FC Viktoria Plzeň                     | 14. října 2009     | 28. května 2011    | FC Slovan Liberec                    |
| Jiří Kotrba      | SK Dynamo České Budějovice (manažer)  | 4. června 2011     | 7. září 2011       | SK Dynamo České Budějovice (manažer) |
| František Cipro  | SK Slavia Praha                       | 7. září 2011       | 3. září 2012       |                                      |
| Miroslav Soukup  | 1. FC Slovácko                        | 7. září 2012       | 18. února 2013     | Jemenská fotbalová reprezentace      |
| Pavol Švantner   | SK Dynamo České Budějovice (asistent) | 19. února 2013     | 31. května 2013    |                                      |
| Pavel Hoftych    | FC Spartak Trnava (manažer)           | 1. června 2013     | prosinec 2013      | Reprezentace Česko U19               |
| Luboš Urban      | FC Chomutov                           | leden 2014         | 1. března 2015     |                                      |
| František Cipro  |                                       | 3. března 2015     | 12. října 2015     |                                      |
| David Horejš     | SK Dynamo České Budějovice (hráč)     | 12. října 2015     | 30. dubna 2022     | FK Jablonec                          |
| Jozef Weber      | MFK Karviná                           | 2. května 2022     | 31. října 2022     | FC Hradec Králové                    |
| Marek Nikl       | FK Příbram                            | 11. listopadu 2022 | 23. listopadu 2023 | FK Viktoria Žižkov                   |
| Tomáš Zápotočný  | FK Příbram                            | 11. listopadu 2022 | 13. prosince 2023  | SFC Opava                            |
| Jiří Lerch       | SK Dynamo České Budějovice (asistent) | 3. ledna 2024      | 28. července 2024  | SK Dynamo České Budějovice           |
| František Straka | MFK Zemplín Michalovce                | 28. července 2024  | 10. ledna 2025     |                                      |
| Jiří Lerch       | SK Dynamo České Budějovice            | 11. ledna 2025     | 7. července 2025   |                                      |
| Pedro Resende    |                                       | 7. července 2025   |                    |                                      |